# マンチェスター
マンチェスター（Manchester, IPA: [ˈmænˌtʃɪstə]）は、イングランドの北西部、グレーター・マンチェスターに位置するシティ。1853年にシティ・ステータスを与えられた、北部イングランドを代表する都市である。2018年の時点で、マンチェスター（シティと大都市バラ）の人口は約55万人で、イギリスで6番目の都市であった。2011年の近郊を含む都市圏人口は224万人で、同国第3位であった。

## 概要
マンチェスターという名の由来は、古代ローマの領土だった時代のラテン語名「マムキアム (Mamuciam)」（ケルト語の地名「mamm」をラテン語風に読み替えたものであり、元の意味は「胸」「乳房のような丘」ではないかと思われる）と古英語の「ケステル (ceaster)」（ラテン語で駐屯地や城を意味する「castra」から来ており、町という意味）を合わせたものである。
マンチェスターは綿工業などが発展し、産業革命において中心的役割を果たしたことで知られている。20世紀になって綿工業などが衰退し、19世紀にイギリス経済や世界経済で占めていたほどの地位からは外れているが、今日では商業・高等教育・メディア・芸術・大衆文化などの北部の中心地であり、第一次世界大戦後にはバーミンガムがイギリス第二の都市とされていたが、第二次世界大戦後にグレーター・マンチェスターに再編されてからはバーミンガムと人口では拮抗、経済的にはバーミンガムを追い抜き、イギリス第二の都市として評価されるようになる。
マンチェスターは都市州、グレーター・マンチェスターの一部を占める都市区であるが、市の地位を持っている。

## 歴史
1世紀、古代ローマ帝国によってマンクニウムとよばれる前哨地が一帯に築かれ、その砦がマンチェスターの起源である。中世的な町が形成されたのはおそらく10世紀のことで、貴族の荘園が経済の基盤となっていた。14世紀には、オランダの織物職人の移民によって毛織物の生産が行われるようになり、定期的にマーケットが開かれる商業都市に発展した。
マンチェスターが劇的に変化したのは18世紀後半である。1785年に紡績機に蒸気機関が導入されることによって大量生産が可能となり、世界で初めて産業革命が起こった。町の人口は爆発的に増加し、経済は急成長をとげた。1830年、リヴァプールとの間に世界で最初の鉄道が開通し、マンチェスターで生産された綿織物がリヴァプール経由で世界中に輸出された。
1819年8月には、セント・ピーター広場で穀物法の撤廃と議会改革をもとめる人々が市当局に殺害された「ピータールーの虐殺」の舞台となった。コブデン、ブライトらが反穀物法同盟を組織した。穀物法は1846年に撤廃へと追い込まれた。
1894年には、マンチェスター運河の完成によってマージー川河畔にあるイーストハムとも結ばれ、外洋航行船が出入りできるようになった。一方で、産業革命の進展はスラムや公害などの深刻な都市問題を引き起こした。ドイツのフリードリヒ・エンゲルスが「イギリスにおける労働者階級の状態」を著したのも、この街に2年ほど滞留した経験に基づいたものである。
第二次世界大戦の際には、各地の工場が軍用製品の生産に切り替えられた。マンチェスターもドイツによる激しい空襲を受けた。最も大規模であったのは、1940年12月に22日から24日にかけて行われた2回に渡る夜間空襲で、376人の死者を出し、30000の家屋が破壊された。これらの空襲で、マンチェスター大聖堂は大きな損害を被り、復旧に20年を要した。
戦後に復興を果たしたが、主力産業が衰退したため最盛期と比較して人口は半分強ほどになっている。代わってメディアや研究施設、金融機関などが集中し、町は徐々に勢いを取り戻しつつある。約44万人の総人口のうち、およそ9%がインド人をはじめとする東南アジア人で、5%が黒人、1.5%が中国人である。バーミンガムと並び、イギリスの地方都市としては有色人種の割合が比較的高い。

## 地理
アーウェル川、メドロック川、アーク川の合流点に位置する工業都市である。産業革命以降、綿織物工業の中心都市として発展した。近隣の都市としては、約50キロ西のリヴァプール、約60キロ北東のリーズ、約55キロ東のシェフィールドなどが挙げられる。なお、英国第2の規模の国際空港であるマンチェスター空港は、同市のみならず上記の都市へのアクセスにも広く使われている。
市域は東西約9km、南北19kmで面積は115.65平方キロメートルあり、大半が可住地・市街地となっている。南部は学生街・公園地帯として発展し、中心部はオフィス街や商業地、移民による居住地などが展開されている。マンチェスターの人口の約1.5%は中国系住民であり、市中心部にはイギリス有数の規模のチャイナタウンがある。

## 気候
マンチェスターの緯度はおよそ北緯53度で、樺太よりもさらに北である。さらに内陸部に位置していることもあって、冬季は気温差がやや大きく冷え込みも厳しい。しかしイギリス・アイルランド周辺を流れるメキシコ湾流の影響で基本的には温暖であり、一年を通じて平均的な降水量がある。
| マンチェスター（マンチェスター空港（標高69m）、1981–2010年（極値1958–2004年））の気候 | マンチェスター（マンチェスター空港（標高69m）、1981–2010年（極値1958–2004年））の気候 | マンチェスター（マンチェスター空港（標高69m）、1981–2010年（極値1958–2004年））の気候 | マンチェスター（マンチェスター空港（標高69m）、1981–2010年（極値1958–2004年））の気候 | マンチェスター（マンチェスター空港（標高69m）、1981–2010年（極値1958–2004年））の気候 | マンチェスター（マンチェスター空港（標高69m）、1981–2010年（極値1958–2004年））の気候 | マンチェスター（マンチェスター空港（標高69m）、1981–2010年（極値1958–2004年））の気候 | マンチェスター（マンチェスター空港（標高69m）、1981–2010年（極値1958–2004年））の気候 | マンチェスター（マンチェスター空港（標高69m）、1981–2010年（極値1958–2004年））の気候 | マンチェスター（マンチェスター空港（標高69m）、1981–2010年（極値1958–2004年））の気候 | マンチェスター（マンチェスター空港（標高69m）、1981–2010年（極値1958–2004年））の気候 | マンチェスター（マンチェスター空港（標高69m）、1981–2010年（極値1958–2004年））の気候 | マンチェスター（マンチェスター空港（標高69m）、1981–2010年（極値1958–2004年））の気候 | マンチェスター（マンチェスター空港（標高69m）、1981–2010年（極値1958–2004年））の気候 |
| 月                                                                                    | 1月                                                                                   | 2月                                                                                   | 3月                                                                                   | 4月                                                                                   | 5月                                                                                   | 6月                                                                                   | 7月                                                                                   | 8月                                                                                   | 9月                                                                                   | 10月                                                                                  | 11月                                                                                  | 12月                                                                                  | 年                                                                                    |
| ------------------------------------------------------------------------------------- | ------------------------------------------------------------------------------------- | ------------------------------------------------------------------------------------- | ------------------------------------------------------------------------------------- | ------------------------------------------------------------------------------------- | ------------------------------------------------------------------------------------- | ------------------------------------------------------------------------------------- | ------------------------------------------------------------------------------------- | ------------------------------------------------------------------------------------- | ------------------------------------------------------------------------------------- | ------------------------------------------------------------------------------------- | ------------------------------------------------------------------------------------- | ------------------------------------------------------------------------------------- | ------------------------------------------------------------------------------------- |
| 最高気温記録 °C （°F）                                                                | 14.3 (57.7)                                                                           | 16.5 (61.7)                                                                           | 21.7 (71.1)                                                                           | 25.1 (77.2)                                                                           | 26.7 (80.1)                                                                           | 31.3 (88.3)                                                                           | 32.2 (90)                                                                             | 33.7 (92.7)                                                                           | 28.4 (83.1)                                                                           | 25.6 (78.1)                                                                           | 17.7 (63.9)                                                                           | 15.1 (59.2)                                                                           | 33.7 (92.7)                                                                           |
| 平均最高気温 °C （°F）                                                                | 7.3 (45.1)                                                                            | 7.6 (45.7)                                                                            | 10.0 (50)                                                                             | 12.6 (54.7)                                                                           | 16.1 (61)                                                                             | 18.6 (65.5)                                                                           | 20.6 (69.1)                                                                           | 20.3 (68.5)                                                                           | 17.6 (63.7)                                                                           | 13.9 (57)                                                                             | 10.0 (50)                                                                             | 7.4 (45.3)                                                                            | 13.5 (56.3)                                                                           |
| 日平均気温 °C （°F）                                                                  | 4.5 (40.1)                                                                            | 4.6 (40.3)                                                                            | 6.7 (44.1)                                                                            | 8.8 (47.8)                                                                            | 11.9 (53.4)                                                                           | 14.6 (58.3)                                                                           | 16.6 (61.9)                                                                           | 16.4 (61.5)                                                                           | 14.0 (57.2)                                                                           | 10.7 (51.3)                                                                           | 7.1 (44.8)                                                                            | 4.6 (40.3)                                                                            | 10.0 (50)                                                                             |
| 平均最低気温 °C （°F）                                                                | 1.7 (35.1)                                                                            | 1.6 (34.9)                                                                            | 3.3 (37.9)                                                                            | 4.9 (40.8)                                                                            | 7.7 (45.9)                                                                            | 10.5 (50.9)                                                                           | 12.6 (54.7)                                                                           | 12.4 (54.3)                                                                           | 10.3 (50.5)                                                                           | 7.4 (45.3)                                                                            | 4.2 (39.6)                                                                            | 1.8 (35.2)                                                                            | 6.6 (43.9)                                                                            |
| 最低気温記録 °C （°F）                                                                | −12.0 (10.4)                                                                          | −13.1 (8.4)                                                                           | −9.7 (14.5)                                                                           | −4.9 (23.2)                                                                           | −1.7 (28.9)                                                                           | 0.8 (33.4)                                                                            | 5.4 (41.7)                                                                            | 3.6 (38.5)                                                                            | 0.8 (33.4)                                                                            | −4.7 (23.5)                                                                           | −7.5 (18.5)                                                                           | −13.5 (7.7)                                                                           | −13.5 (7.7)                                                                           |
| 降水量 mm （inch）                                                                    | 72.3 (2.846)                                                                          | 51.4 (2.024)                                                                          | 61.2 (2.409)                                                                          | 54.0 (2.126)                                                                          | 56.8 (2.236)                                                                          | 66.1 (2.602)                                                                          | 63.9 (2.516)                                                                          | 77.0 (3.031)                                                                          | 71.5 (2.815)                                                                          | 92.5 (3.642)                                                                          | 81.5 (3.209)                                                                          | 80.7 (3.177)                                                                          | 828.8 (32.63)                                                                         |
| 平均降水日数 （≥1.0 mm）                                                              | 13.1                                                                                  | 9.7                                                                                   | 12.3                                                                                  | 11.2                                                                                  | 10.4                                                                                  | 11.1                                                                                  | 10.9                                                                                  | 12.0                                                                                  | 11.1                                                                                  | 13.6                                                                                  | 14.1                                                                                  | 13.5                                                                                  | 142.9                                                                                 |
| 平均降雪日数                                                                          | 6                                                                                     | 5                                                                                     | 3                                                                                     | 2                                                                                     | 0                                                                                     | 0                                                                                     | 0                                                                                     | 0                                                                                     | 0                                                                                     | 0                                                                                     | 1                                                                                     | 3                                                                                     | 20                                                                                    |
| % 湿度                                                                                | 87                                                                                    | 86                                                                                    | 85                                                                                    | 85                                                                                    | 85                                                                                    | 87                                                                                    | 88                                                                                    | 89                                                                                    | 89                                                                                    | 89                                                                                    | 88                                                                                    | 87                                                                                    | 88                                                                                    |
| 平均月間日照時間                                                                      | 52.5                                                                                  | 73.9                                                                                  | 99.0                                                                                  | 146.9                                                                                 | 188.3                                                                                 | 172.5                                                                                 | 179.7                                                                                 | 166.3                                                                                 | 131.2                                                                                 | 99.3                                                                                  | 59.5                                                                                  | 47.1                                                                                  | 1,416.2                                                                               |
| 出典1：Met Office NOAA (relative humidity and snow days 1961–1990)                    |                                                                                       |                                                                                       |                                                                                       |                                                                                       |                                                                                       |                                                                                       |                                                                                       |                                                                                       |                                                                                       |                                                                                       |                                                                                       |                                                                                       |                                                                                       |
| 出典2：KNMI Current Results - Weather and Science WeatherAtlas                        |                                                                                       |                                                                                       |                                                                                       |                                                                                       |                                                                                       |                                                                                       |                                                                                       |                                                                                       |                                                                                       |                                                                                       |                                                                                       |                                                                                       |                                                                                       |

## 人口

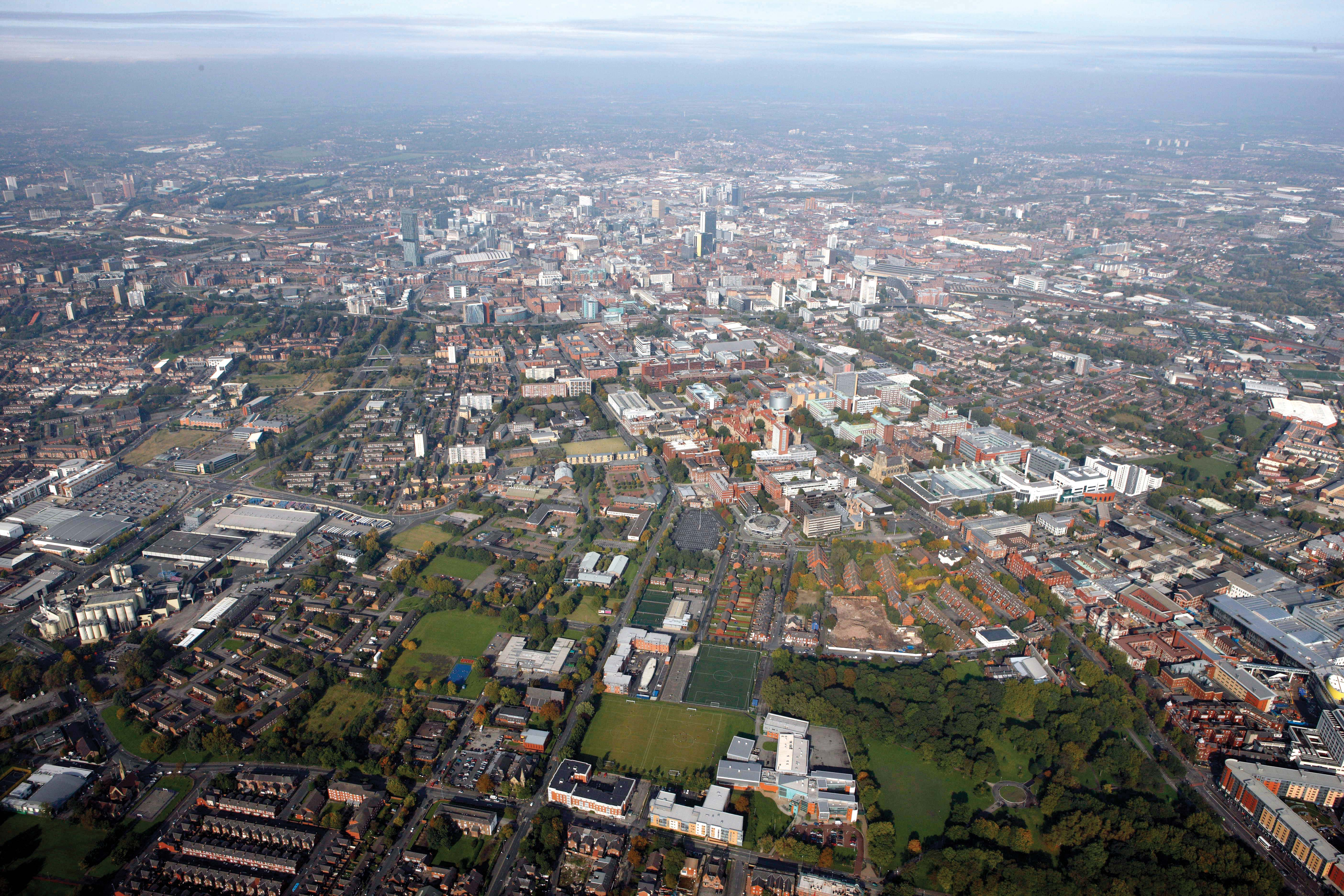
南から望むManchester city centre. マンチェスターの中心業務地区及びグレーター・マンチェスター。

マンチェスターは産業革命の進展と共に急成長し、1851年には30万人以上の人口を擁していた。さらにその後も順調に発展を続けて、1930年代には市域人口がおよそ75万人に到達し、ロンドン・リバプール・バーミンガムに次ぐ大都市として英国経済を支えた。
しかしその後、イギリスは『英国病』と呼ばれる長期不況に突入。マンチェスターでは主力の繊維産業や日用品製造などの軽工業が衰退し、人口は急激に減少していった。それと共に、中心部には放置された空き工場や無人住居、空き地、倉庫などが目立つようになっていく。
1980年代、地方自治推進政策や産業構造転換により街は徐々に息を吹き返し、金融機関や新聞社・テレビ局などのメディア企業、学術機関、研究所などが立地するようになり、人口は2000年前後にようやく下げ止まり、増加に転じた。
その後は市域内人口こそ全国第6位（ロンドン、バーミンガム、リーズ、グラスゴー、シェフィールドに次ぐ）であるものの、国全体の都市の位置づけとしてはバーミンガムなどと並んで2位、3位あたりを争うと言われている。市域人口は2018年現在547,627人で、徐々に回復している。移民の流入が多く、中でも市中心部を中心としてインド人や中国人、黒人の増加が目立っている。非白人の全住民に占める割合は20%近くに達し、ロンドンやバーミンガム、リーズなどと並んで多民族都市の色彩が濃い。
なお市の年齢構成は、2021年時点で0–15歳が20.6%、16–24歳が17.7%、25–64歳が52.2%、65歳以上が9.5%となっている。大学が多いことなどもあり、若年人口が多いことが特徴である。
| 年   | 1881    | 1911    | 1931    | 1961    | 1981    | 2005    | 2018    |
| ---- | ------- | ------- | ------- | ------- | ------- | ------- | ------- |
| 人口 | 516,868 | 711,941 | 751,292 | 612,537 | 437,660 | 441,200 | 547,627 |

## 経済

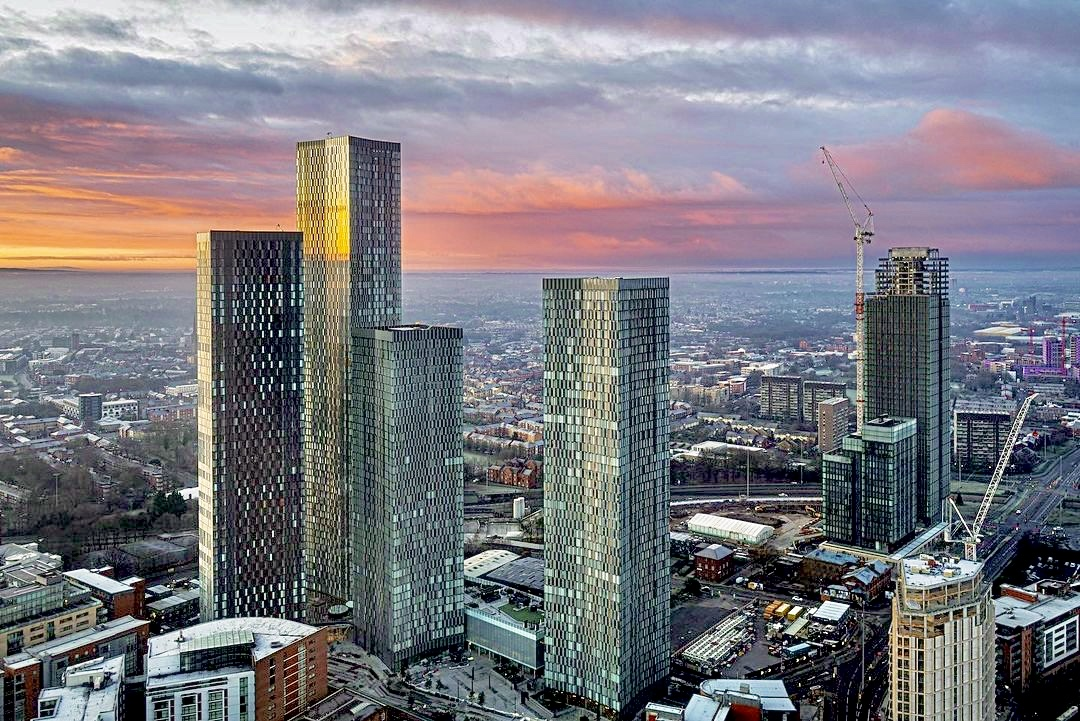
マンチェスターシティセンターにあるディーンズゲート・スクエア（2021年）

新都心として「ディーンズゲート・スクエア」が都市開発され、オフィス機能の集積が進められている。

### 生活水準
『Index of Multiple Deprivation 2004』によれば、マンチェスター市の1世帯当たり平均年収は16,500ポンド（約358万円）で、英国平均21,300ポンド（約462万円）より2割あまり少ない。都市圏（グレーター・マンチェスター）全体では19,400ポンド（約421万円）となり、市単体よりもやや多くなる。生活保護を受けている世帯は割合にして英国平均の約2倍に上り、全体には中・低所得者が多い。

## 交通

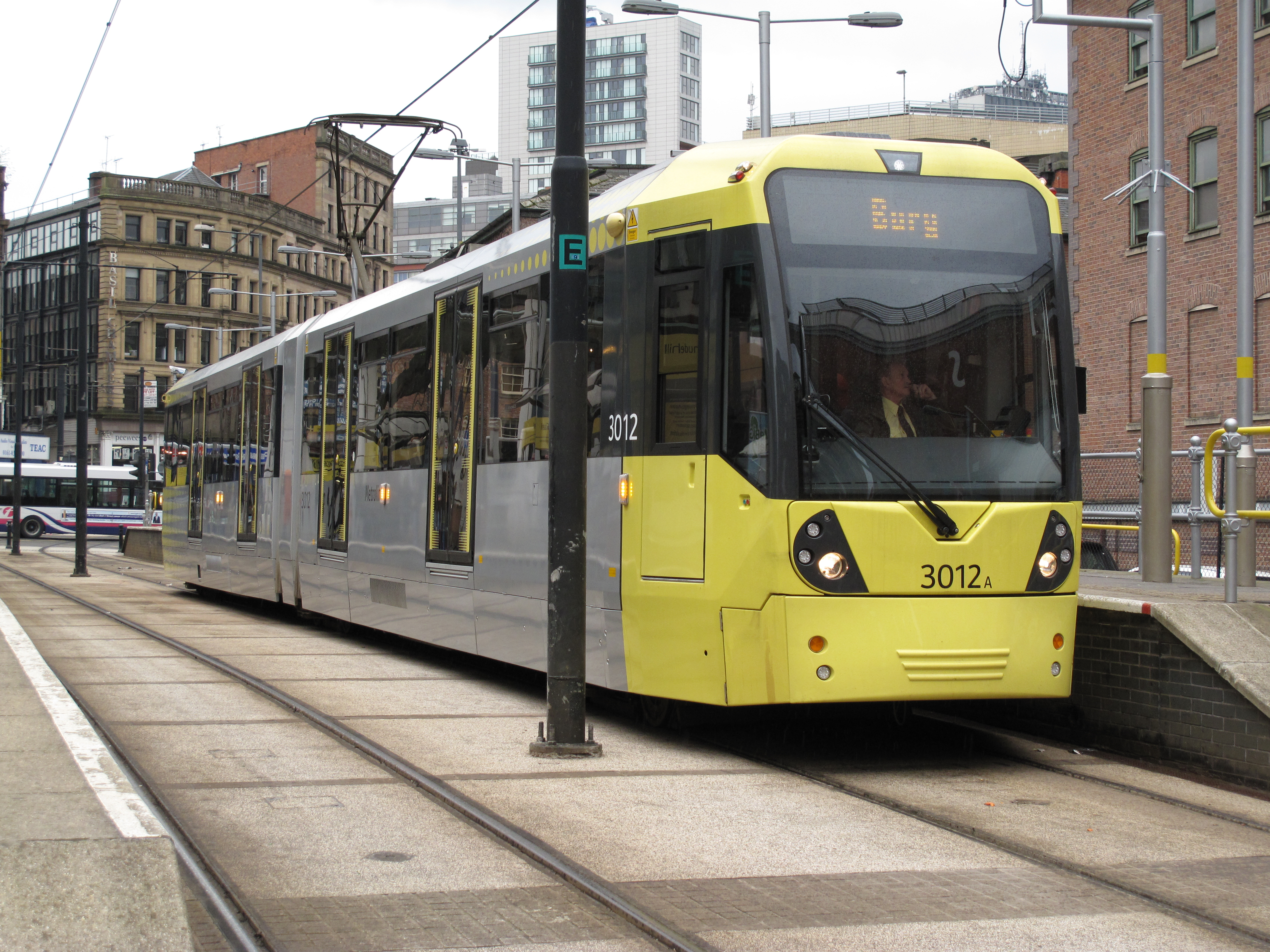
メトロリンク

### 鉄道
- マンチェスター・ピカデリー駅 - イングランド北部最大のターミナル駅のひとつ、長距離列車の多くが発着。
- マンチェスター・ヴィクトリア駅 - イングランド北部地方内の近郊路線が主。
- マンチェスター・メトロリンク - マンチェスターの路面電車は1949年に廃止されたが、1992年に全く新しいライトレールシステムとして復活した。

### 空港
- マンチェスター空港 - イングランド北部の拠点空港で、国際線も充実している。

## 文化

### 音楽
ハレ管弦楽団およびBBCフィルハーモニックが本拠をマンチェスターに置き、1996年以降は音楽ホールとして新たに建設されたブリッジウォーターホールを中心に活動している。それ以前には、19世紀の産業革命絶頂期に建てられたフリー・トレード・ホールがマンチェスターの主要なコンサート会場であった。フリー・トレード・ホールは、クラシック以外にもロックなどのコンサートの舞台となってきた。
マンチェスターは1960年代以来、ポップス・ロック・テクノなどの分野の著名なミュージシャンやバンドを多く輩出している。英国を代表するロックバンドのニュー・オーダーや808ステイト、ザ・スミス、ハッピー・マンデーズ、ザ・ストーン・ローゼズ、オアシスが結成された地である。特に1980年代後半には、ファクトリー・レコードを中心にマッドチェスターというジャンルが生み出された。
グループ
- ザ・ホリーズ
- ハーマンズ・ハーミッツ
- ビージーズ
- 10cc
- バズコックス
- ジョイ・ディヴィジョン
- ニュー・オーダー
- ザ・スミス
- エレクトロニック
- ジェイムス
- ハッピーマンデーズ
- ストーン・ローゼズ
- ザ・シャーラタンズ
- インスパイラル・カーペッツ
- オアシス
- 808ステイト
- モリッシー
- ジョニー・マー
- イアン・ブラウン
- ジョン・スクワイア
- テイク・ザット
- サイモン・ウェブ
- バッドリー・ドローン・ボーイ

### スポーツ

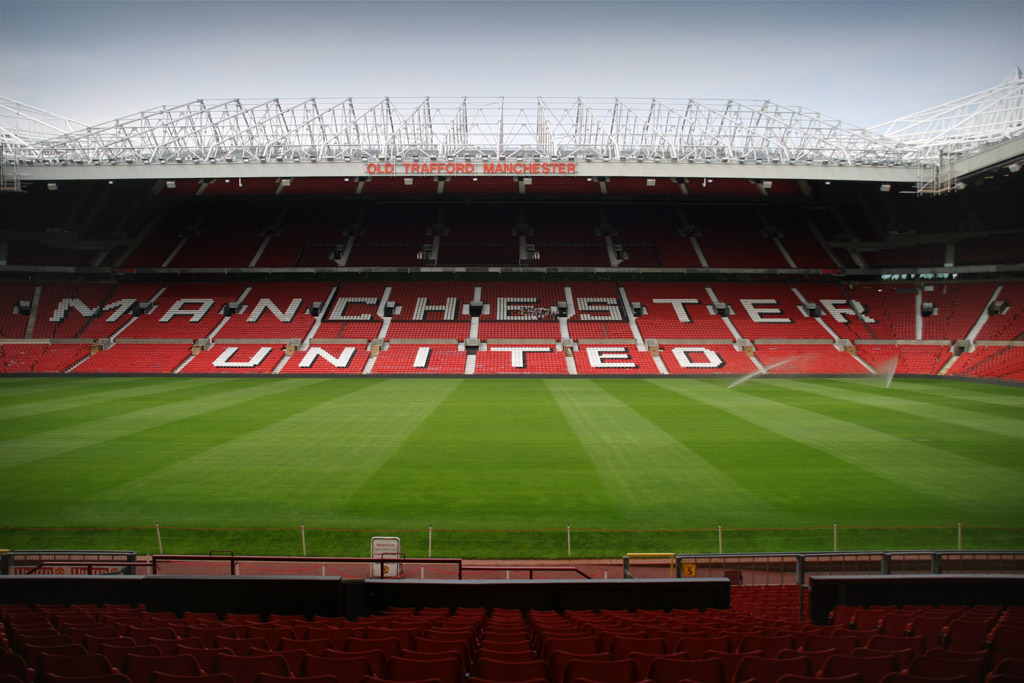
マンチェスター・ユナイテッドの本拠地「オールド・トラッフォード」

マンチェスターではサッカーが最も人気のスポーツであり、イングランド・プレミアリーグに所属する世界屈指の名門クラブであるマンチェスター・ユナイテッドと2008年より、UAEの投資グループであるアブダビ・ユナイテッド・グループがクラブを買収して以降、豊富な資金力を背景に瞬く間にビッグクラブへと駆け上がっていったマンチェスター・シティがある。
サッカー以外のスポーツでは、ランカシャー・カウンティー・クリケットクラブもあり、2002年コモンウェルスゲームズの開催都市となった。さらに主な屋内競技施設としては、マンチェスター・アリーナ、マンチェスター・ベロドローム、マンチェスター水泳センターなどがある。

### 世界遺産
マンチェスター大学が所有するジョドレルバンク天文台が、2019年に世界遺産に登録されている。
マンチェスター都心市街地は、19世紀の産業革命期に街が繁栄した際に建設された織物工場（世界最古の工業団地）や運河のネットワークが残っており、イギリスはこれをユネスコの世界遺産委員会に提出した世界遺産候補の「暫定リスト」に産業遺産都市として掲載していたが、都市再開発を優先するためリストからの取り下げ削除を申請し受理された。

### 映画
マンチェスターが舞台となっている映画
- 悪魔の墓場 (1974)
- ベルベット・ゴールドマイン (1995)
- エヴリバディ・ラブズ・サンシャイン (1998)
- リトル・ストライカー (2000) ※未公開
- 28日後... (2002)
- 24アワー・パーティー・ピープル (2002)
- ミリオンズ (2005)
- ピータールー マンチェスターの悲劇 (2018)

### 博物館・美術館

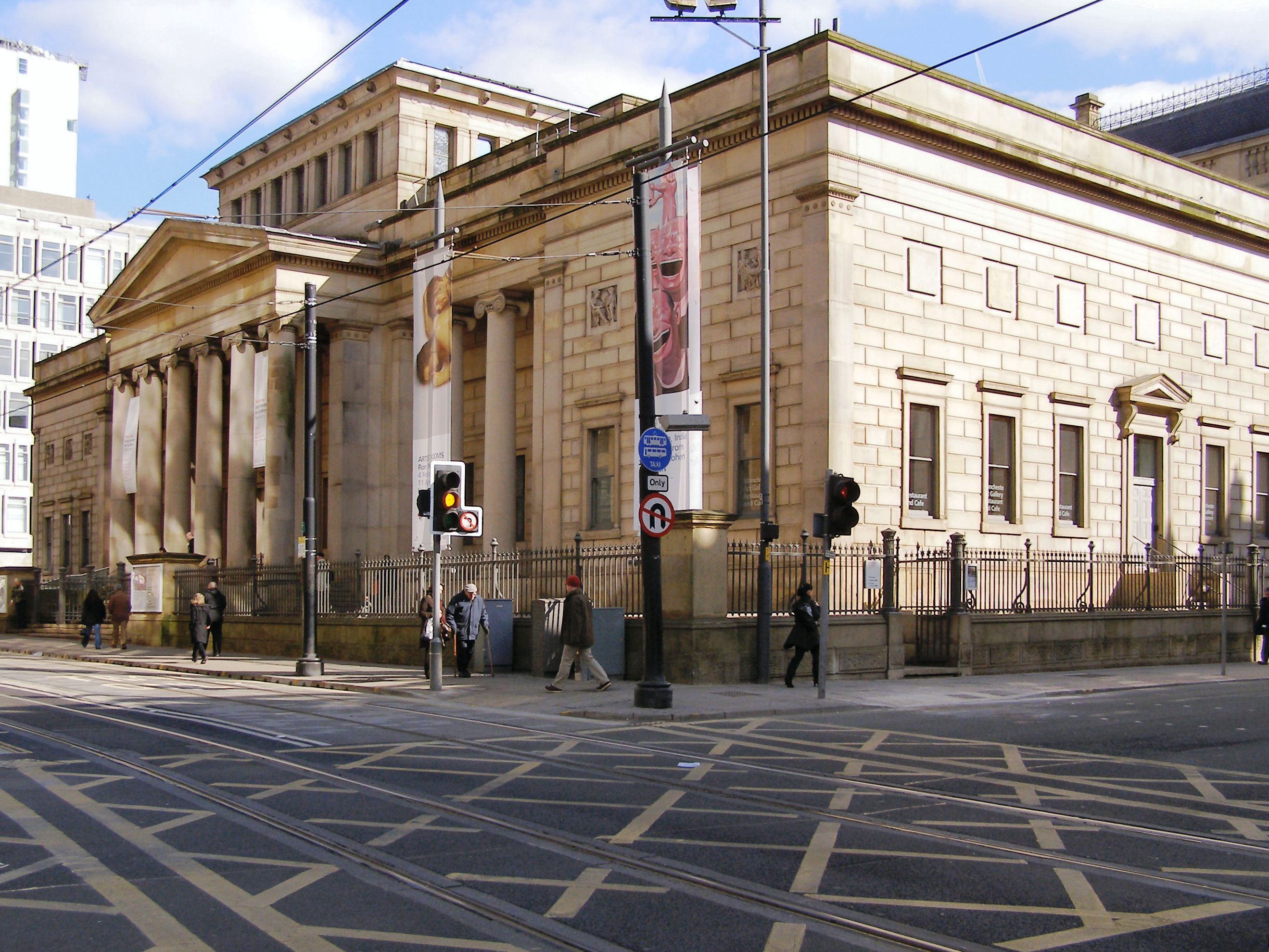
マンチェスター市立美術館

大学付属博物館としては世界でも有数の規模を誇るマンチェスター大学付属マンチェスター博物館や、工業都市として発展した歴史から大規模な科学技術博物館を擁する。その他、帝国戦争博物館の分館やマンチェスター・ユダヤ博物館、国立サッカー博物館などが有名である。
ラファエル前派の作品を数多く揃えていることで知られるマンチェスター市立美術館をはじめとして、多くの美術館やギャラリーがある。

### シンボル
マンチェスターでは、蜂が街のシンボルになっている。「知恵を持ち寄り協力しあう」といったような意味が込められているという。街の中の公共物などに蜂のシンボルマークが多用されている。

## 出身人物
- ダニー・ウェルベック - サッカー選手
- デビッド・ロイド・ジョージ - 政治家
- ノエル・ギャラガー、リアム・ギャラガー  - ミュージシャン（オアシス）
- ロス・ブラウン - F1の元チームオーナー（ブラウンGP）

## 姉妹都市
- アムステルダム（オランダ）
- ケムニッツ（ドイツ）
- コルドバ（スペイン）
- ファイサラーバード（パキスタン）
- レホヴォト（イスラエル）
- サンクトペテルブルク（ロシア）
- タルディコルガン（カザフスタン）
- 武漢市（中華人民共和国）
- 鹿児島県（日本） - 友好都市
- ロサンゼルス（アメリカ合衆国） - 友好都市